# Hai-Alarm auf Mallorca
Hai-Alarm auf Mallorca ist ein deutschsprachiger Actionfilm aus dem Jahr 2004. In den Hauptrollen sind Bodybuilder Ralf Moeller, Katy Karrenbauer, Gregor Bloéb und Julia Stinshoff zu sehen.
Regie führte Jorgo Papavassiliou im Auftrag des Privatsenders RTL. Die Handlung des Films entspricht größtenteils dem Hollywoodfilm Deep Blue Sea.
Hai-Alarm auf Mallorca! ist eine Co-Produktion zwischen RTL Television, der Universum Film AG, der Independent-Filmproduktionsfirma RocketStudios und actionConcept und wurde nach einem Drehbuch von Jörg Alberts, Roland Heep, Frank Koopmann und Don Schubert gefilmt.

## Handlung
Auf der Ferieninsel Mallorca kommt es während der Hochsaison zu mehreren grausamen Zwischenfällen. Während eines Shark Cage Diving Trips unter der Leitung der Touristenführer Javier, Carlos und Maja wird der Tauchkäfig von einem unbekannten Riesenhai angegriffen. In letzter Sekunde wird die Tauchergruppe von Sven Hansen, Majas Vater und Ex-Kampfschwimmer, und der Meeresbiologin Julia Bennet gerettet. Wenig später fordert der Riesenhai sein erstes Opfer: Ein junges Pärchen wird von einem Ruderboot gerissen und getötet.
Die mallorquinische Polizei leugnet die Möglichkeit eines Haiangriffs. Für Sven Hansen steht jedoch sofort fest, dass es sich um einen Megalodon handeln muss.  Dieser angeblich ausgestorbene Urzeit-Hai soll nach Hansens Meinung auch für den Tod seiner Frau vor einigen Jahren verantwortlich sein.
Mittels eines von Hansen gefundenen Haifischzahns wird durch das Meeresbiologische Institut (MBI) eine DNS-Analyse durchgeführt, welche jedoch keine Übereinstimmung zum Megalodon nachweist.  Sven Hansen zweifelt die Ergebnisse an und deckt mit Julia Bennets Hilfe die Wahrheit auf: Das MBI hat unter Leitung von Dr. Verena Brandauer einen Megalodon geklont, um ein Heilmittel gegen Krebs zu finden. Bei einem schweren Unwetter auf der Ferieninsel konnte dieser jedoch ausbrechen.  Danach unternahm das MBI erfolglose Versuche den Megalodon lebend wieder einzufangen.
Für Sven Hansen steht fest, dass nur der Tod des Megalodons die Sicherheit auf Mallorca wiederherstellen kann. Es kommt zum Showdown auf hoher See, bei dem Hansen aus einem Helikopter den Riesenhai mittels einer Harpune mit Sprengkapsel tötet.

## Ausstrahlung
Die Premiere sollte eigentlich im Herbst 2003 stattfinden, musste aber aufgrund einiger Fehler bei den Computeranimationen verschoben werden. Nach weiteren Terminverschiebungen fand die Erstausstrahlung schließlich am 17. Oktober 2004 auf RTL statt. Es sahen 6,63 Millionen Zuschauer zu, was einem Marktanteil von 18,8 Prozent entspricht.

## Trivia
Zur musikalischen Untermalung des Jet-Ski Rennens gegen Ende des Films, tritt die Popsängerin Jeanette Biedermann mit ihrer Band auf.
Der Film wurde am 9. September 2022 von Tele 5 im Rahmen des Formats Die schlechtesten Filme aller Zeiten ausgestrahlt. Katy Karrenbauer hatte in der Folge an der Seite der Moderatoren Oliver Kalkofe und Peter Rütten einen Gastauftritt als Dr. Brandauer.

## Kritik
„The movie has a tongue-in-cheek sense of humor which makes it much more palatable then if it had taken itself too seriously. The characters are fairly likable and we get two cool car-crashes. There's one thing for sure, Shark Attack in the Mediterranean is much better than most of the Sci-Fi channels stinkers.“

„Hanebüchener Unfug unter heißer mediterraner Sonne, grottenschlecht inszeniert, geradezu desaströs gespielt.“

„Hilfe, Trashalarm: TV-Akteure der zweiten Reihe stolpern durch ein stupides Horrorszenario. […] Brutaler TV-Brei mit ’nem riesigen Hai“